# Volvocaceae
Volvocaceae Ehrenberg, 1843 è una famiglia di alghe verdi appartenenti all'ordine Chlamydomonadales.